# Kansas City Film Critics Circle Award/Animationsfilm
Der Kansas City Film Critics Circle Award für den besten Animationsfilm ist ein jährlich verliehener Filmpreis des Kansas City Film Critics Circle.

## Preisträger

### 1990er
| Jahr | Sieger                       | Regisseur                    |
| ---- | ---------------------------- | ---------------------------- |
| 1991 | Die Schöne und das Biest     | Gary Trousdale und Kirk Wise |
| 1992 | Keine Preisvergabe           | Keine Preisvergabe           |
| 1993 | Keine Preisvergabe           | Keine Preisvergabe           |
| 1994 | Der König der Löwen          | Roger Allers und Rob Minkoff |
| 1995 | Toy Story                    | John Lasseter                |
| 1996 | James und der Riesenpfirsich | Henry Selick                 |
| 1997 | Anastasia                    | Don Bluth und Gary Goldman   |
| 1998 | A Bug’s Life                 | John Lasseter                |
| 1999 | Toy Story 2                  | John Lasseter                |

### 2000er
| Jahr | Sieger                                                   | Regisseur                         |
| ---- | -------------------------------------------------------- | --------------------------------- |
| 2000 | Chicken Run                                              | Peter Lord und Nick Park          |
| 2001 | Shrek                                                    | Andrew Adamson und Vicky Jenson   |
| 2002 | Ice Age                                                  | Carlos Saldanha und Chris Wedge   |
| 2003 | Findet Nemo                                              | Andrew Stanton                    |
| 2004 | Die Unglaublichen – The Incredibles                      | Brad Bird                         |
| 2005 | Wallace & Gromit – Auf der Jagd nach dem Riesenkaninchen | Steve Box und Nick Park           |
| 2006 | Ab durch die Hecke                                       | Tim Johnson und Karey Kirkpatrick |
| 2007 | Ratatouille                                              | Brad Bird                         |
| 2008 | WALL·E – Der Letzte räumt die Erde auf                   | Andrew Stanton                    |
| 2009 | Oben                                                     | Pete Docter                       |

### 2010er
| Jahr | Sieger                                                                  | Regisseur                                            |
| ---- | ----------------------------------------------------------------------- | ---------------------------------------------------- |
| 2010 | Toy Story 3                                                             | Lee Unkrich                                          |
| 2011 | Rango                                                                   | Gore Verbinski                                       |
| 2012 | Frankenweenie                                                           | Tim Burton                                           |
| 2013 | Ich – Einfach unverbesserlich 2 und Die Eiskönigin – Völlig unverfroren | Pierre Coffin, Chris Renaud Chris Buck, Jennifer Lee |
| 2014 | The Lego Movie                                                          | Phil Lord, Chris Miller                              |
| 2015 | Alles steht Kopf                                                        | Pete Docter und Ronaldo Del Carmen                   |